# Alchemilla maureri
Alchemilla maureri é uma espécie de rosácea do gênero Alchemilla, pertencente à família Rosaceae.